# Tipologia del carrer de la Plaça
La Tipologia del carrer de la Plaça és una obra de Maçanet de Cabrenys (Alt Empordà) inclosa a l'Inventari del Patrimoni Arquitectònic de Catalunya.

## Descripció
Cases entre mitgeres de planta baixa i dos pisos situades en ple nucli antic. Aquestes estan cobertes per voltes de pedra grassa o cairats de fusta, i sustentades per parets de pedra. Les escales d'accés a la planta pis se situen just a l'entrada, recolzades en la paret mitjanera, les obertures sobresurten visualment de la façana perqué estan emmarcades amb carreus ben tallats. Les cobertes, suportades per cairats de fusta són a dues aïgues.